# Emil Forselius
Emil Forselius, eigentlich Lars Emil Jansson, (* 23. November 1974 in Västervik, Schweden; † 1. März 2010 im Södermalm, Stockholm) war ein schwedischer Schauspieler.

## Leben
Forselius wuchs in der schwedischen Kleinstadt Tandsbyn, die zu der Östersund (Gemeinde) der schwedischen Provinz Jämtlands län gehört, auf und suchte in seiner Jugend eine Zeitlang die schwedische Antidrogenhilfsorganisation Hassela Solidaritet mehrmals auf bzw. wurde auch bei dem Projekt tätig.
Von 1998 bis 2002 studierte Forselius an der Theaterhochschule in Stockholm (Teaterhögskolan i Stockholm). In dem 1997 produzierten schwedischen Film Tic Tac hatte er sein Filmdebüt. Für seinen Auftritt als Lasse der Skinhead wurde er 1998 mit dem schwedischen Filmpreis  Guldbagge ausgezeichnet. Er trat 2007 auch am Värmland-Theater bei der Weltpremiere von „König Erik“ (Kung Erik) auf, wo er die Rolle des Königs spielte. Seine letzte Rolle hatte er in Mankells-Wallander-Folge: Inkasso, die am 16. Juni 2010 in Schweden ihre Premiere hatte.
Forselius litt seit mehreren Jahren an schweren Depressionen und beging am 1. März 2010 Selbstmord.  Am 2. März 2010 wurde er von seiner Mutter tot in seiner Wohnung aufgefunden. Er hinterlässt seine Ehefrau und einen gemeinsamen Sohn.

## Filmografie (Auswahl)
- 1997: Tic Tac
- 1998: Kommissar Beck – Die neuen Fälle (Beck: Vita nätter)
- 1998: Der letzte Mord (Sista kontraktet)
- 1998–1999: S:t Mikael (Fernsehserie)
- 2000: Reißende Wasser (Järngänget)
- 2000: Naked Again (Naken)
- 2001: Deadline – Terror in Stockholm (Sprängaren)
- 2005: Deadline Torp (Torp-Dramaet)
- 2006: Hombres
- 2006: Virus (Horrorfilm)
- 2007: Himmelblå (TV)
- 2010: Mankells Wallander: Inkasso (Wallander: Indrivaren)